# Sophie Moressée-Pichot
Sophie Moressée-Pichot (Sissonne, 3 april 1962) is een Frans schermer en moderne vijfkampster.

## Carrière
Moressée-Pichot combineerde in het begin van haar carrière schermen en moderne vijfkamp.
In 1986 werd zij wereldkampioene met het Franse moderne vijfkampteam.
Moressée-Pichot won in 1996 olympisch goud met het degen team bij het schermen.
In 1998 werd zij wereldkampioen met het degenteam.

## Resultaten

### Olympische Zomerspelen
| Jaar | Plaats  | Resultaten           |
| ---- | ------- | -------------------- |
| 1996 | Atlanta | 10e degen degen team |
| 2000 | Sydney  | 5e degen team        |

### Wereldkampioenschappen schermen
| Jaar | Plaats            | Resultaten         |
| ---- | ----------------- | ------------------ |
| 1988 | Orléans           | degen · degen team |
| 1992 | Havana            | degen team         |
| 1993 | Essen             | degen              |
| 1995 | Den Haag          | degen team · degen |
| 1997 | Kaapstad          | degen team         |
| 1998 | La Chaux-de-Fonds | degen team         |

### Wereldkampioenschappen moderne vijfkamp
| Jaar | Plaats            | Resultaten         |
| ---- | ----------------- | ------------------ |
| 1986 | Montecatini Terme | individueel · team |
| 1988 | Warschau          | team               |
| 1991 | Sydney            | team               |
| 1992 | Boedapest         | estafette          |

1996: Barlois, Flessel, Moressée-Pichot ·
2000: Aznavoerjan, Jermakova, Logoenova, Mazina ·
2004: Logoenova, Aznavoerjan, Jermakova, Sivkova ·
2012: Na, Xiaojuan, Yujie, Anqi ·
2016: Dinu, Gherman, Pop, Popescu ·
2020: Beljajeva, Embrich, Kirpu, Lehis ·
2024: Fiamingo, Navarria, Rizzi, Santuccio